# Arthur Streeton

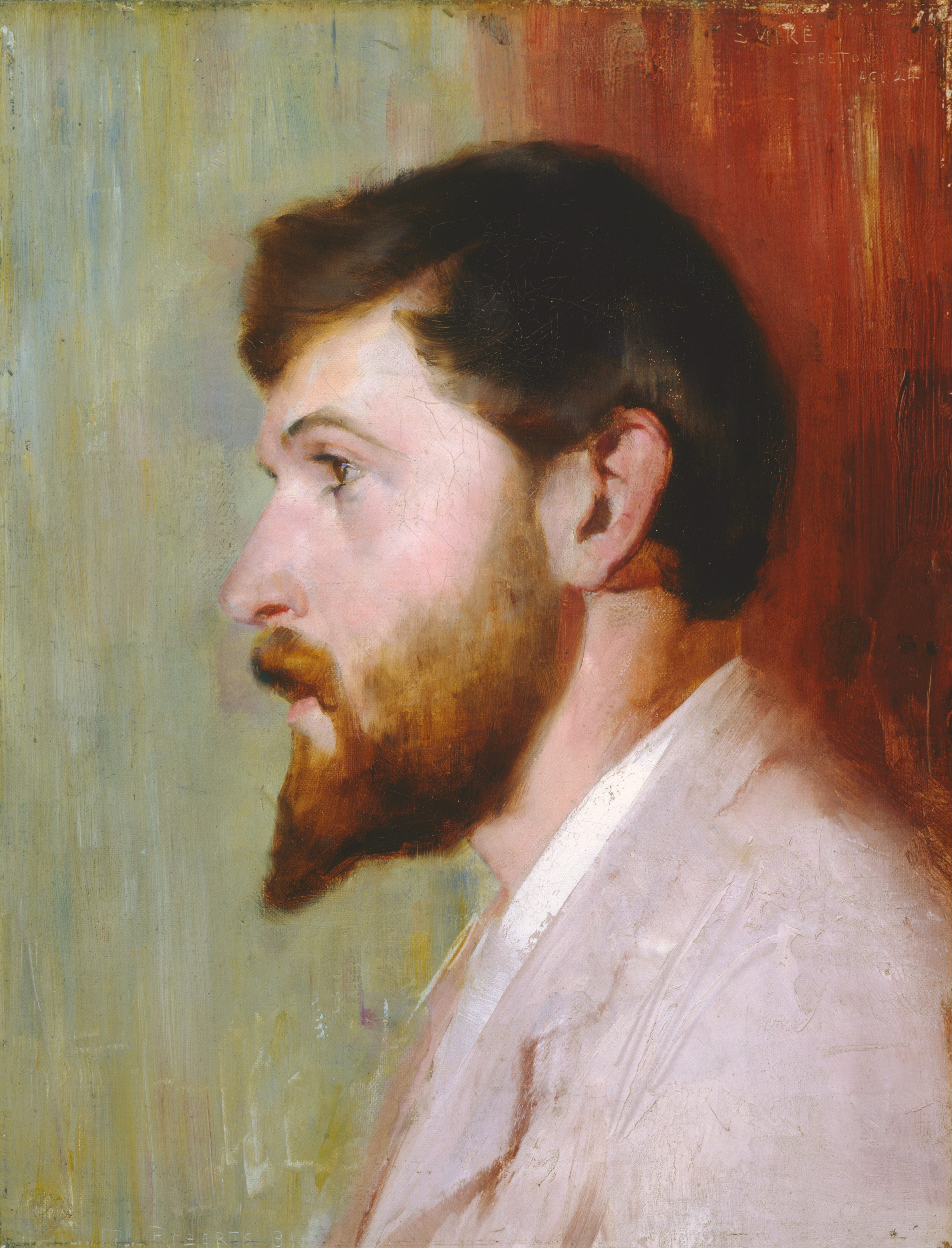
Smike Streeton, age 24, door Tom Roberts, (1891)

Sir Arthur Ernest Streeton (Mount Duneed, Victoria, nabij Geelong, 8 april 1867 - Olinda, nabij Melbourne, 1 september 1943) was een Australisch kunstschilder, vooral bekend om zijn landschappen. Hij wordt geassocieerd met het impressionisme.

## Leven en werk
Streeton werd geboren in een klein dorpje in Victoria, maar verhuisde op zevenjarige leeftijd naar Melbourne. Daar kreeg hij een lithografische opleiding en volgde gelijktijdig studies aan de National Gallery School of Design en de School of Painting.
Streeton werd sterk beïnvloed door het Franse impressionisme, alsook door het werk van William Turner. In 1885-1886 schilderde hij even buiten Melbourne regelmatig bij de schilders van het 'Box Hill artists' camp', waaronder Tom Roberts, die zijn werk sterk zou beïnvloeden. Samen met Frederick McCubbin, Charles Conder en Tom Roberts begon hij in 1889 het 'Heidelberg camp', naar het plaatsje Heidelberg bij Melbourne. In 1891 startte hij met Roberts het 'Curlew camp' in Mosman, in New South Wales. Deze kunstenaarskolonies vormden aan het einde van de negentiende eeuw het centrum van het Australisch impressionisme en het schilderen en plein air.
In 1897 reisde Streeton voor het eerst naar Europa, waar hij met succes exposeerde in de Parijse salon en bij de Royal Academy of Arts. Tijdens een verblijf in Engeland in 1915 werd hij gegrepen door het patriottisme uit de eerste jaren van de Eerste Wereldoorlog en meldde zich als vrijwilliger. In 1917 werd hij benoemd tot officieel oorlogsschilder van de Australische strijdmacht.
In 1919 keerde Streeton definitief terug naar Australië. Daar bleef hij nog tot in lengte van jaren schilderen en groeide ook uit tot een vooraanstaand kunstcriticus. Hij overleed in 1943, op 76-jarige leeftijd. Veel van zijn werk bevindt zich momenteel in de National Gallery of Victoria en de National Gallery of Australia in Canberra.

## Galerij

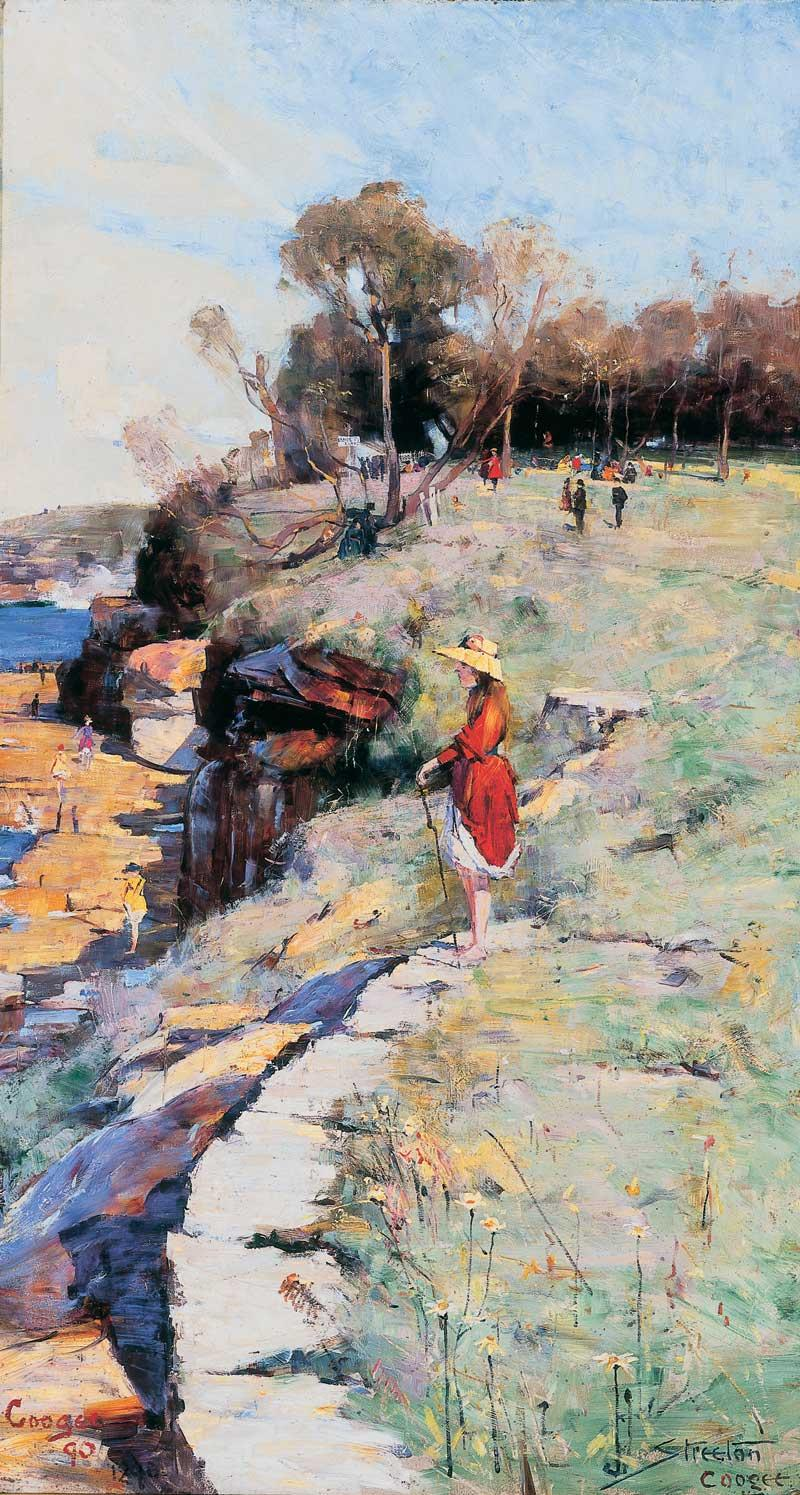
‘Sunlight Sweet Coogee’, Heidelberg periode
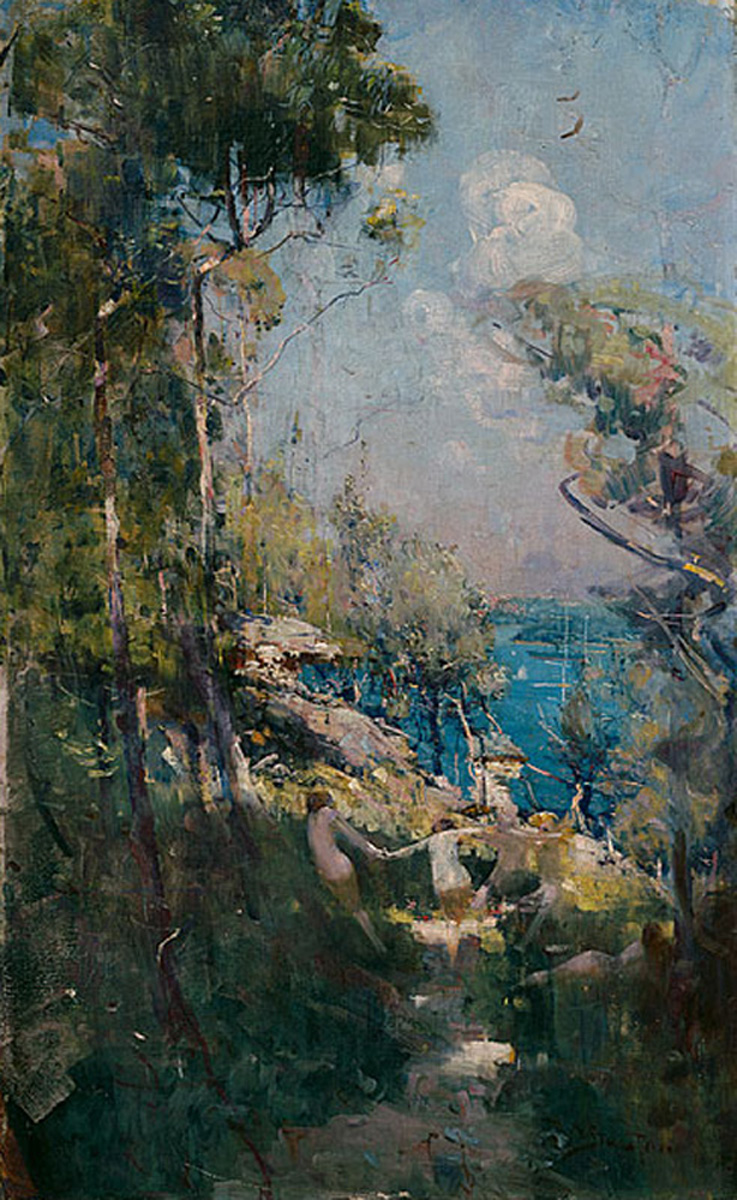
‘Sydney Harbour Souvenir of Sirius Cove’, Curlew-periode
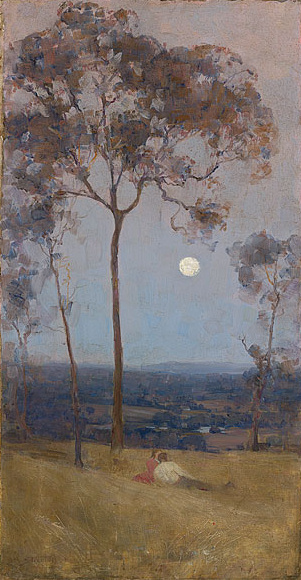
‘Above us the great grave sky’, Heidelberg periode
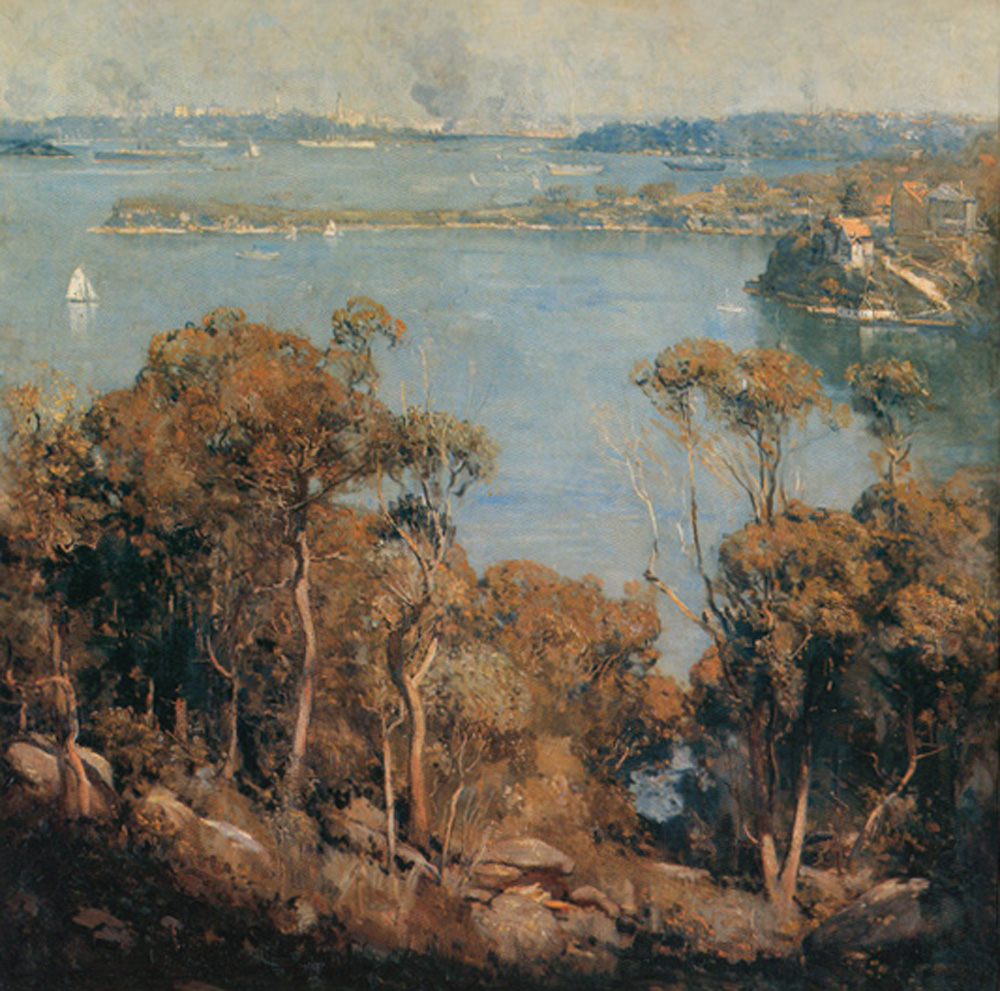
Sydney Harbour, Curlew-periode